# Kahavalu gemma
Kahavalu gemma är en insektsart som beskrevs av George Willis Kirkaldy 1906. Kahavalu gemma ingår i släktet Kahavalu och familjen dvärgstritar. Inga underarter finns listade i Catalogue of Life.